# Charles William Mitchell

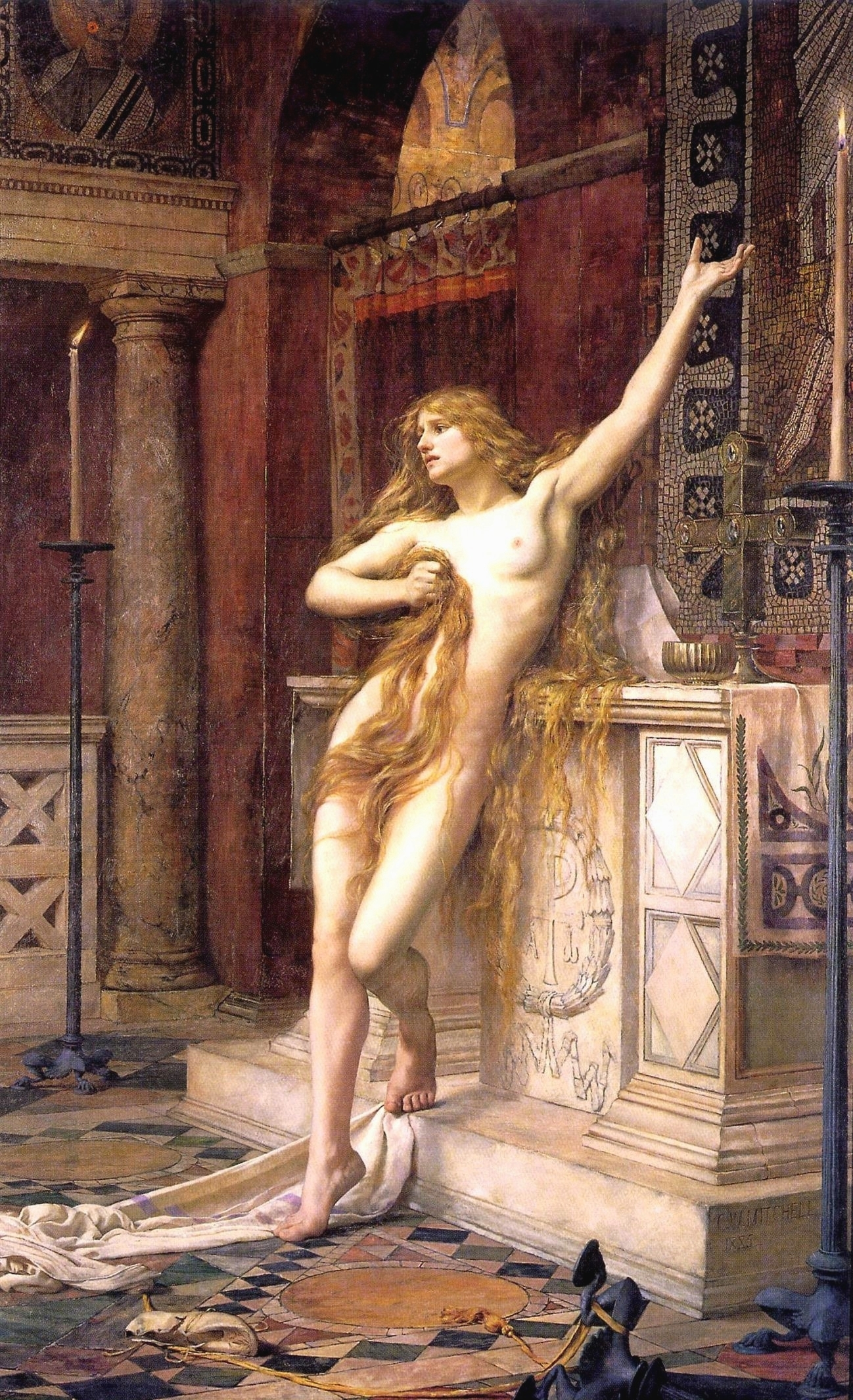
Hypatia, olieverf op doek, 244.5 x 152.5 cm, 1885

Charles William Mitchell (Newcastle, 1854 – 1903) was een Engels kunstschilder die wordt geassocieerd met de Prerafaëlieten.  Mitchell was een tijdgenoot van John William Waterhouse en het werk van de beide kunstenaars toont overeenkomsten in stijl.
Mitchell schilderde een aantal grote historische taferelen en ontwierp ook mozaïeken voor kerkgebouwen. Hij heeft zijn faam voornamelijk te danken aan het schilderij Hypatia uit 1885. Het werk werd mogelijk geïnspireerd door de gelijknamige historische roman van Charles Kingsley uit 1853.  Het schilderij bevindt zich in de Laing Art Gallery in Newcastle.